# William Denevan
William Maxfield Denevan (* 16. Oktober 1931 in San Diego, Kalifornien) ist ein US-amerikanischer Geograph. Er war Professor an der University of Wisconsin-Madison. 
Denevan wird der aus Schülern von Carl O. Sauer bestehenden Berkeley School of cultural-historical geography zugerechnet, ohne deren landschaftsgeographische Forschungstradition fortzusetzen. Sein Forschungsgebiet ist die historische Ökologie mit Schwerpunkt im Amazonasbecken und in den Anden.

## Leben
Sein Studium schloss er an der University of California, Berkeley ab. 1963 erlangte er mit seiner Dissertation The Aboriginal Settlement of the Llanos de Mojos: A Seasonally Inundated Savanna in Northeastern Bolivia den Doktorgrad. Im selben Jahr wurde er Assistant Professor of Geography an der University of Wisconsin-Madison. Dort war er von 1978 bis 1980 Leiter des Latin American Center und von 1980 bis 1983 Leiter des Geography Department. 1987 wurde er Carl O. Sauer Professor of Geography. Seit 1993 ist er emeritiert. 1977 erhielt Denevan ein Guggenheim-Stipendium, 2001 wurde er in die American Academy of Arts and Sciences gewählt. Die American Geographical Society verlieh ihm 2021 die David Livingstone Centenary Medal.
Mit seinem Buch The Native Population of the Americas in 1492 veröffentlichte er 1976 eine vielbeachtete Schätzung der präkolumbianischen Bevölkerung Amerikas, die er auf 43 bis 65 Millionen bezifferte.
Sein Forschungsschwerpunkt ist die Veränderung von Landschaften zu landwirtschaftlichen Zwecken durch die präkolumbianische indigene Bevölkerung Amerikas. Er widersprach damit der weitverbreiteten Vorstellung, dass die meisten indigenen Völker Amerikas keinen oder nur minimalen Einfluss auf ihre Umwelt ausübten.
Er war an der Entdeckung prähistorischer landschaftsgestaltender Erdwerke wie Hügelbeete, Dammwege, Kanäle in Amazonien beteiligt. Seine Arbeit trug zu einer Neubewertung der Leistungen der indigenen prähistorischen Völker Amazoniens bei.

## Veröffentlichungen

### Monographien
- The Upland Pine Forests of Nicaragua: A Study in Cultural Plant Geography (Berkeley, 1961).
- The Aboriginal Cultural Geography of the Llanos de Mojos of Bolivia (Berkeley, 1966).
- The Biogeography of a Savanna Landscape: The Gran Pajonal of Eastern Peru (Co-Autor, Montreal, 1970).
- Adaptive Strategies in Karinya Subsistence, Venezuelan Llanos (Co-Autor, Caracas, 1978).
- Campos Elevados e Historia Cultural Prehispánica en los Llanos Occidentales de Venezuela (Co-Autor, Caracas, 1979).
- Pre-Hispanic Agricultural Fields in the Andean Region, 2 Bnd. (Mitherausgeber, Oxford, 1987).
- The Native Population of the Americas in 1492 (Herausgeber, Madison, 1976, 2. Aufl., 1992).
- Swidden-Fallow Agroforestry in the Peruvian Amazon (Mitherausgeber, N.Y. Botanical Garden, 1988).
- Hispanic Lands and Peoples: Selected Writings of James J. Parsons (Herausgeber, Boulder, 1989).
- Cultivated Landscapes of Native Amazonia and the Andes (Oxford, 2001).
- Carl Sauer on Culture and Landscape: Readings and Commentaries (Mitherausgeber, Baton Rouge, 2009).
- To Pass on a Good Earth: The Life and Work of Carl O. Sauer, von Michael Williams mit David Lowenthal und William M. Denevan (Charlottesville, 2014).
- Forest, Field, and Fallow: Selections by William M. Denevan, hrsg. von Antoinette WinklerPrins und Kent Mathewson (Springer, 2021).

### Aufsätze
- "Livestock Numbers in 19th Century New Mexico and the Problem of Gullying in the Southwest," Annals of the Association of American Geographers (1967).
- "Pre-Columbian Ridged Fields," Scientific American (Co-Autor, 1967).
- "Ancient Ridged Fields in the Region of Lake Titicaca," Geographical Journal (Co-Autor, 1968).
- "Aboriginal Drained-Field Cultivation in the Americas," Science (1970).
- "Campa Subsistence in the Gran Pajonal, Eastern Peru," Geographical Review (1971).
- "Forms, Functions, and Associations of Raised Fields in the Old World Tropics," Journal of Tropical Geography (Co-Autor, 1973).
- "Development and the Imminent Demise of the Amazon Rainforest," Professional Geographer (1973).
- "Swiddens and Cattle Versus Forest,"  in Studies in Third World Societies (1981).
- "Hydraulic Agriculture in the American Tropics: Forms, Measures, and Recent Research," in Maya Subsistence (1982).
- "Adaptation, Variation, and Cultural Geography," Professional Geographer (1983).
- "Terrace Abandonment in the Colca Valley, Peru,"  in British Archaeological Reports (1987).
- "The Geography of Fragile Lands in Latin America," in Fragile Lands (1989).
- "Prehistoric Roads and Causeways of Lowland Tropical America," in Ancient Road Networks (1991).
- "Stone vs Metal Axes: The Ambiguity of Shifting Cultivation in Prehistoric Amazonia," Journal of the Steward Anthropological Society" (1992).
- "The Pristine Myth: The Landscape of the Americas in 1492," Annals of the Association of American Geographers" (1992).
- "The Shippee-Johnson Aerial Photography Expedition to Peru," Geographical Review (1993).
- "Prehistoric Agricultural Methods as Models for Sustainability," Advances in Botanical Research (1995).
- "A Bluff Model of Riverine Settlement in Prehistoric Amazonia," Annals of the Association of American Geographers (1996).
- "Carl Sauer and Native American Population Size," Geographical Review (1996).
- "The Native Population of Amazonia in 1492 Reconsidered," Revista de Indias (2003).
- "Historical Perspectives on Amazonian Dark Earths," in Amazonian Dark Earths (Co-Autor, 2003).
- "Pre-European Forest Cultivation in Amazonia," in Time and Complexity in Historical Ecology (2006).
- "The Columbian Encounter and the Little Ice Age: Abrupt Land Use Change, Fire, and Greenhouse Forcing," Annals of the Association of American Geographers (Co-Autor, 2010).
- "The Pristine Myth Revisited," Geographical Review (2011).
- "Population Estimates for Anthropologically Enriched Soils (Amazonian Dark Earths)," in Soils, Climate, and Society (Co-Autor, 2013).
- "The Domestication of Amazonia Before European Conquest," Proceedings of the Royal Society: Biological Sciences (Co-Autor, 2015).
- "After 1492: Nature Rebounds," Geographical Review (2016).